# Stadius (cràter)

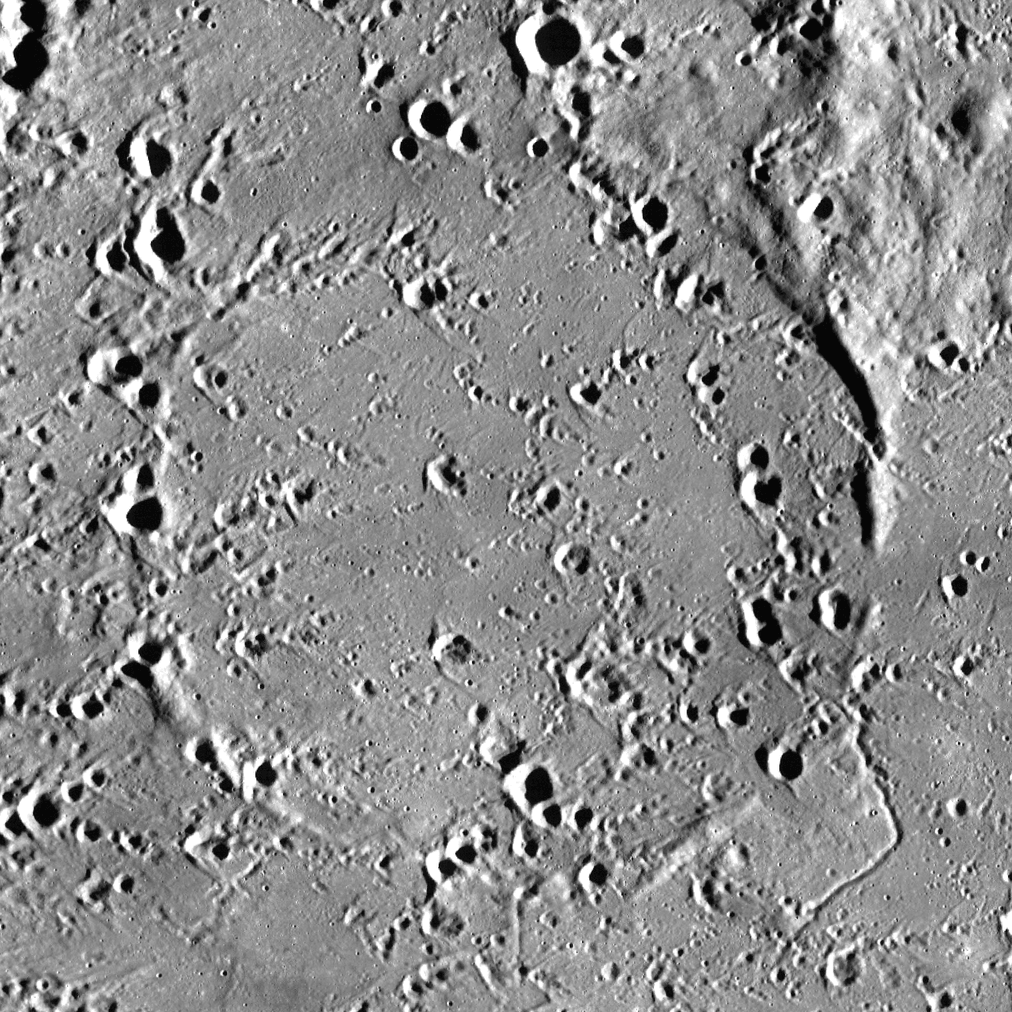
Fotografia de la missió Lunar Reconnaissance Orbiter

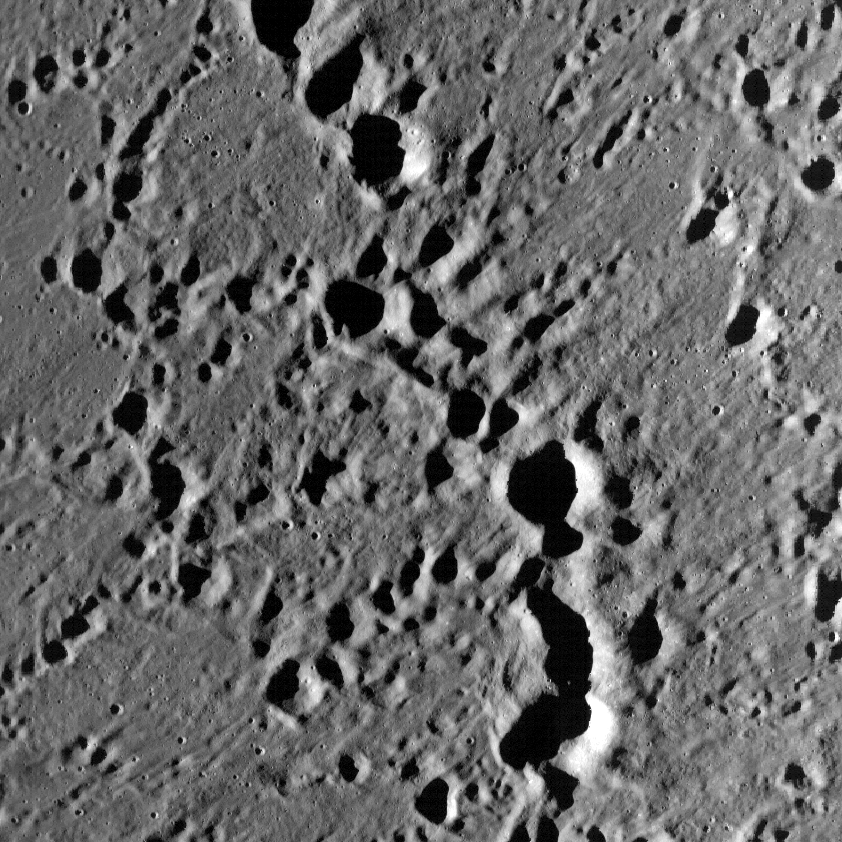
Cadena de cràters formats per impactes secundaris procedents de Copernicus

Stadius és un cràter palimpsest, el romanent d'un antic cràter d'impacte lunar que ha estat gairebé esborrat pels fluxos de lava basàltica. Es troba al sud-oest del cràter molt més recent Eratosthenes, en la vora nord de la Mare Insularum, on la mar lunar s'uneix al Sinus Aestuum. A l'oest es troba el prominent cràter Copernicus (amb el seu sistema de marques radials). Múltiples cràters secundaris resultants de l'impacte copernicà cobreixen aquesta àrea. Al nord-oest apareix una cadena de cràters que continua en una formació aproximadament lineal fins a arribar a la Mare Imbrium.
Només la vora nord-oest de Stadius roman relativament intacta, i s'uneix amb una zona de terreny accidentat que discorre cap al nord fins a amb les rampes del costat occidental d'Eratòsthenes. La resta de la formació mostra una empremta residual de la vora original, integrada per unes quantes elevacions sobre la superfície. No existeixen indicis de la presència d'un pic central. El sòl del cràter és pla, però està marcat per nombrosos cràters, procedents en la seva majoria d'impactes posteriors originats per la col·lisió que va originar Copernicus.

## Cràters satèl·lit
Per convenció aquests elements són identificats en els mapes lunars posant la lletra en el costat del punt central del cràter que està més proper a Stadius.
|         | \| Stadius \| Coordenades \| Diàmetre \| \| ------- \| ------------------------------------ \| -------- \| \| A \| 10° 24′ N, 14° 48′ O / 10.4°N,14.8°O \| 5 km \| \| B \| 11° 48′ N, 13° 36′ O / 11.8°N,13.6°O \| 6 km \| \| C \| 9° 42′ N, 12° 48′ O / 9.7°N,12.8°O \| 3 km \| \| D \| 10° 18′ N, 15° 18′ O / 10.3°N,15.3°O \| 4 km \| \| E \| 12° 36′ N, 15° 36′ O / 12.6°N,15.6°O \| 5 km \| \| F \| 13° 00′ N, 15° 42′ O / 13.0°N,15.7°O \| 5 km \| \| G \| 11° 12′ N, 14° 48′ O / 11.2°N,14.8°O \| 5 km \| \| H \| 11° 36′ N, 13° 54′ O / 11.6°N,13.9°O \| 4 km \| \| J \| 13° 48′ N, 16° 06′ O / 13.8°N,16.1°O \| 4 km \| \| K \| 9° 42′ N, 13° 36′ O / 9.7°N,13.6°O \| 4 km \| \| L \| 10° 06′ N, 12° 54′ O / 10.1°N,12.9°O \| 3 km \| \| M \| 14° 42′ N, 16° 30′ O / 14.7°N,16.5°O \| 7 km \| \| N \| 9° 24′ N, 15° 42′ O / 9.4°N,15.7°O \| 5 km \| \| P \| 11° 48′ N, 15° 12′ O / 11.8°N,15.2°O \| 6 km \| \| Q \| 11° 30′ N, 14° 48′ O / 11.5°N,14.8°O \| 4 km \| \| R \| 12° 12′ N, 15° 12′ O / 12.2°N,15.2°O \| 6 km \| \| S \| 12° 54′ N, 15° 30′ O / 12.9°N,15.5°O \| 5 km \| \| T \| 13° 12′ N, 15° 42′ O / 13.2°N,15.7°O \| 7 km \| \| U \| 13° 54′ N, 16° 24′ O / 13.9°N,16.4°O \| 5 km \| \| W \| 14° 06′ N, 16° 24′ O / 14.1°N,16.4°O \| 5 km \| |          |
| Stadius | Coordenades | Diàmetre |
| A       | 10° 24′ N, 14° 48′ O / 10.4°N,14.8°O | 5 km     |
| B       | 11° 48′ N, 13° 36′ O / 11.8°N,13.6°O | 6 km     |
| C       | 9° 42′ N, 12° 48′ O / 9.7°N,12.8°O | 3 km     |
| D       | 10° 18′ N, 15° 18′ O / 10.3°N,15.3°O | 4 km     |
| E       | 12° 36′ N, 15° 36′ O / 12.6°N,15.6°O | 5 km     |
| F       | 13° 00′ N, 15° 42′ O / 13.0°N,15.7°O | 5 km     |
| G       | 11° 12′ N, 14° 48′ O / 11.2°N,14.8°O | 5 km     |
| H       | 11° 36′ N, 13° 54′ O / 11.6°N,13.9°O | 4 km     |
| J       | 13° 48′ N, 16° 06′ O / 13.8°N,16.1°O | 4 km     |
| K       | 9° 42′ N, 13° 36′ O / 9.7°N,13.6°O | 4 km     |
| L       | 10° 06′ N, 12° 54′ O / 10.1°N,12.9°O | 3 km     |
| M       | 14° 42′ N, 16° 30′ O / 14.7°N,16.5°O | 7 km     |
| N       | 9° 24′ N, 15° 42′ O / 9.4°N,15.7°O | 5 km     |
| P       | 11° 48′ N, 15° 12′ O / 11.8°N,15.2°O | 6 km     |
| Q       | 11° 30′ N, 14° 48′ O / 11.5°N,14.8°O | 4 km     |
| R       | 12° 12′ N, 15° 12′ O / 12.2°N,15.2°O | 6 km     |
| S       | 12° 54′ N, 15° 30′ O / 12.9°N,15.5°O | 5 km     |
| T       | 13° 12′ N, 15° 42′ O / 13.2°N,15.7°O | 7 km     |
| U       | 13° 54′ N, 16° 24′ O / 13.9°N,16.4°O | 5 km     |
| W       | 14° 06′ N, 16° 24′ O / 14.1°N,16.4°O | 5 km     |

### Altres referències
- (WGPSN), IAU Working Group for Planetary System Nomenclature. «Gazetteer of Planetary Nomenclature. 1:1 Million-Scale Maps of the Moon» (en anglès).  UAI / USGS, 13-02-2013. [Consulta: 6 abril 2016].
- Andersson, L. E.; Whitaker, E. A.,. NASA Catalogue of Lunar Nomenclature (en anglès).  NASA RP-1097, 1982.
- Blue, Jennifer. «Gazetteer of Planetary Nomenclature» (en anglès).  USGS, 25-07-2007. [Consulta: 2 gener 2012].
- Bussey, B.; Spudis, P.. The Clementine Atlas of the Moon (en anglès).  Nueva York: Cambridge University Press, 2004. ISBN 0-521-81528-2.
- Cocks, Elijah E.; Cocks, Josiah C.. Who's Who on the Moon: A Biographical Dictionary of Lunar Nomenclature (en anglès).  Tudor Publishers, 1995. ISBN 0-936389-27-3.
- McDowell, Jonathan. «Lunar Nomenclature» (en anglès).   Jonathan's Space Report, 15-07-2007. [Consulta: 2 gener 2012].
- Menzel, D. H.; Minnaert, M.; Levin, B.; Dollfus, A.; Bell, B. «Report on Lunar Nomenclature by The Working Group of Commission 17 of the IAU» (en anglès). Space Science Reviews, 12, 1971, pàg. 136.
- Moore, Patrick. On the Moon (en anglès).  Sterling Publishing Co, 2001. ISBN 0-304-35469-4.
- Price, Fred W. The Moon Observer's Handbook (en anglès).  Cambridge University Press, 1988. ISBN 0521335000.
- Rükl, Antonín. Atlas of the Moon (en anglès).  Kalmbach Books, 1990. ISBN 0-913135-17-8.
- Webb, Rev. T. W.. Celestial Objects for Common Telescopes, 6ª edición revisada (en anglès).  Dover, 1962. ISBN 0-486-20917-2.
- Whitaker, Ewen A. Mapping and Naming the Moon (en anglès).  Cambridge University Press, 2003. 978-0-521-54414-6.
- Wlasuk, Peter T. Observing the Moon (en anglès).  Springer, 2000. ISBN 1-85233-193-3.